# Garovaglia elegans
Garovaglia elegans är en bladmossart som beskrevs av Georg Ernst Ludwig Hampe, Roelof Benjamin van den Bosch och Sande Lacoste 1863. Garovaglia elegans ingår i släktet Garovaglia och familjen Pterobryaceae. Inga underarter finns listade i Catalogue of Life.